# (22633) Fazio
(22633) Fazio (1998 KK64) – planetoida z pasa głównego asteroid okrążająca Słońce w ciągu 3,78 lat w średniej odległości 2,42 j.a. Odkryta 22 maja 1998 roku.